# Маміно (Польща)
Маміно (пол. Mamino) — село в Польщі, у гміні Сипнево Маковського повіту Мазовецького воєводства.
Населення — 257 осіб (2011).
У 1975-1998 роках село належало до Остроленцького воєводства.

## Демографія
Демографічна структура станом на 31 березня 2011 року:
|          | Загалом | Допрацездатний вік | Працездатний вік | Постпрацездатний вік |
| -------- | ------- | ------------------ | ---------------- | -------------------- |
| Чоловіки | 140     | 30                 | 95               | 15                   |
| Жінки    | 117     | 16                 | 66               | 35                   |
| Разом    | 257     | 46                 | 161              | 50                   |